# Ward LaFrance M1/M1A1

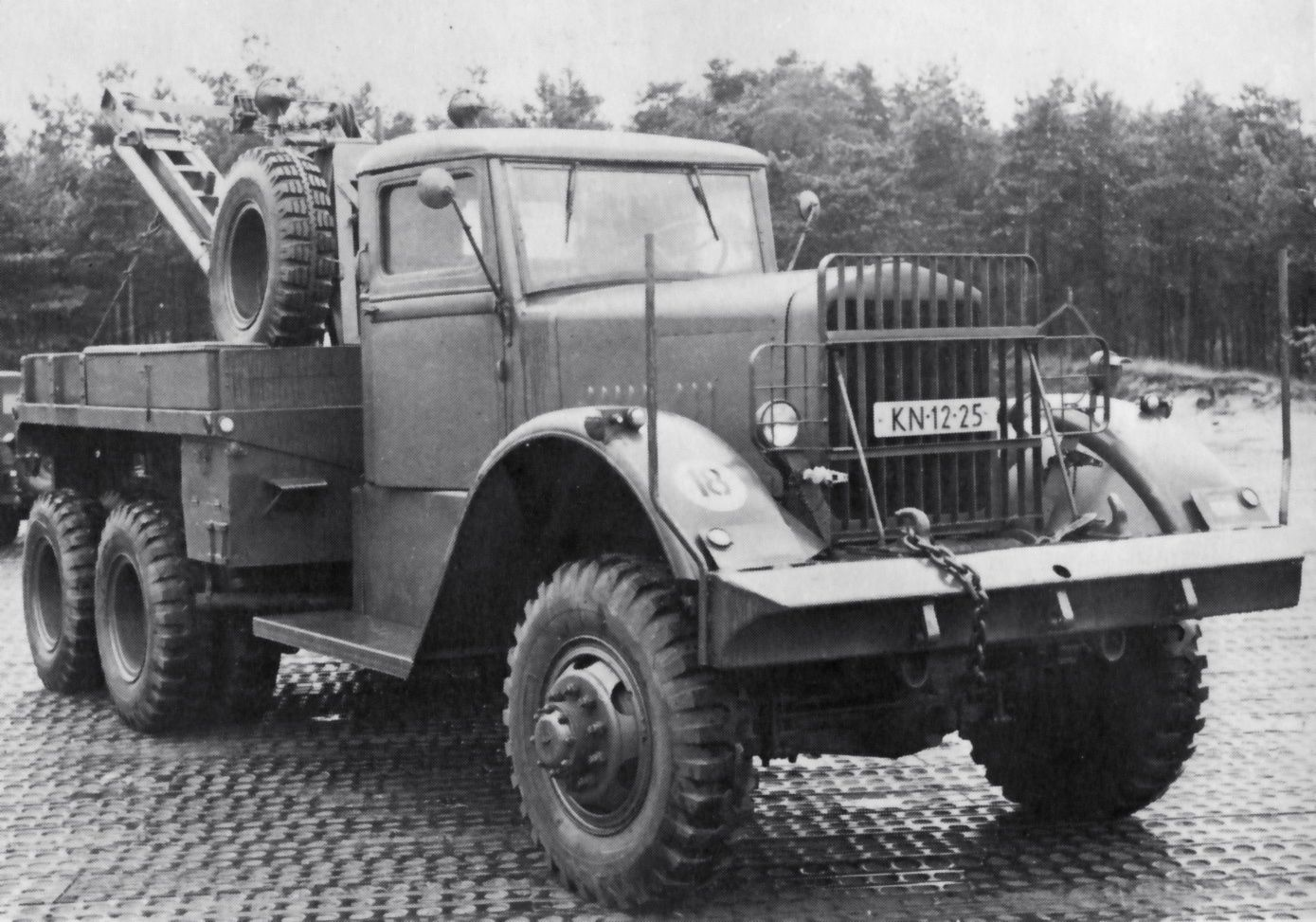
Ward LaFrance M1 Serie 1 t/m 4

De Ward LaFrance M1 en M1A1 zijn zware militaire kraanwagens (Heavy Wrecker) die werden geproduceerd in de Tweede Wereldoorlog door de Ward LaFrance Truck Corporation uit Paulsboro in de Verenigde Staten.

## Geschiedenis
In het begin van de Tweede Wereldoorlog ontstond bij de Amerikaanse krijgsmacht, door de toename van mechanisatie van het leger, de behoefte aan een zware vrachtwagen voor berging en assistentie van het rollend materieel. Het bedrijf Ward LaFrance had al een langdurige ervaring met het bouwen van met name brandweervoertuigen. Zij bouwden een prototype en kregen uiteindelijk de opdracht voor de levering. Omdat de vraag groter bleek dan de productiecapaciteit van Ward LaFrance werd een gedeelte van de productie uitbesteed aan de Kenworth Truck Company in Kirkland, Verenigde Staten, echter wel onder de naam Ward LaFrance. Voorwaarde was dat alle onderdelen tussen de trucks uitwisselbaar moesten zijn. Beide producten verschillen dan ook slechts in detail van elkaar.
Amerika heeft deze trucks in groten getale geleverd aan geallieerde landen in het kader van de Lend-Lease Act en, na de oorlog, het Mutual Defense Aid Program. De Nederlandse Koninklijke Landmacht heeft er een aantal in gebruik gehad en ook zijn via (dump) verkoop door het Amerikaanse leger veel van deze trucks bij civiele bedrijven terechtgekomen waar een grote behoefte aan zulk materieel bestond vanwege de wederopbouw. Deze gebruikers hadden als voornaamste klacht het enorme benzineverbruik en meestal werden de benzinemotoren dan ook vervangen door dieselmotoren.
De krachtige 'Heavy Wreckers' waren zeer succesvol in hun rol en werden geprezen door de troepen die ze gebruikten. De enige klacht had te maken met de dubbele achterbanden, waartussen zich vaak puin verzamelde en die moeilijk te repareren of te verwisselen waren. Naast de lieren en kraan waren de bergingsvoertuigen uitgerust met steunpoten en uitgevoerd met lasapparatuur plus een verscheidenheid aan nuttig (bergings)gereedschap. Het open cabinemodel is vaak uitgerust met een bevestiging voor een Browning M2-machinegeweer.

## Uitvoeringen
De Ward LaFrance/Kenworth-trucks bestaan uit twee belangrijke varianten: het Model M1 met een civiele, metalen cabine en gebogen spatborden, gevolgd door het Model M1A1 met een canvas softtop, vlakke spatborden en andere uiterlijke veranderingen. De cabines zijn beide gebouwd op hetzelfde 6x6-chassis en voorzien van een Wrecker Garwood kraan met een hijscapaciteit van 6 ton (10 ton in sommige documentatie). Binnen deze belangrijkste twee modellen bestaat de productie uit een aantal submodellen zoals hieronder uiteengezet, met een totaalproductie van 4925 stuks.
- Ward LaFrance Model M1000 (militaire benaming: Truck, Heavy Wrecker, 6-ton, 6x6)
  - M1 welke is onder te verdelen in vier series:
    - serie 1: Gesloten, civiele cabine, ronde spatborden, 11.25-20 banden, dubbele reservewielen achter de cabine, lier alleen aan de voorzijde, manueel bediende kraan (1941).
    - serie 2: Gesloten, civiele cabine, ronde spatborden, 11.00-20 banden, één reservewiel achter de cabine en één reservewiel aan de rechterzijde van de kraan, lier zowel vóór als achter (1941-1942).
    - serie 3: Als serie 2 met uitzondering van verwijderde trekhaken (alleen voor Britse Lend-Lease)
    - serie 4: Gebogen boomkraan, militaire instrumenten op dashboard en grotere tankvulopening (vroeg 1943)

  - M1A1 alleen in één serie:
    - serie 5: Open cabine, platte spatborden, Garwood US6A-kraan (vanaf mei 1943)

- Kenworth: (militaire benaming: Truck, Heavy Wrecker, 6-ton, 6x6)
  - Model 570: WardLaFrance Model M1 serie 2-equivalent, met Kenworth-ontwerp van PTO en verdeelbak (1941).
  - Model 571: Als model 570 met veranderingen aan motor en luchtfilter (1942-1943).
  - Model 572: Gesloten cabine met Garwood US6A-kraan en militaire instrumenten op dashboard (1943).
  - Model 573: Ward LaFrance Model M1000 Series 5 / Model M1A1 - equivalent (1943).

## Technische gegevens
M1 en M1A1
- Motor:
  - Merk: Continental
  - Type: R22, zescilinder-lijnmotor, kopkleppen, vloeistof gekoeld
  - Cilinderinhoud: 8200 cc
  - Vermogen: 145 pk bij 2400 toeren/min.
  - Brandstof: Benzine
- Versnellingsbak:
  - Merk: Fuller, 5 versnellingen vooruit, 1 achteruit
- Verdeelbak:
  - Merk: Timken, 2 gearings met PTO
- Gewicht en afmetingen:
  - Eigen gewicht: M1 - 13.620 kg
  - Eigen gewicht: M1A1 - 12.408 kg
  - Lengte: 7920 mm
  - Breedte: 2510 mm
  - Hoogte: 3100 mm
  - Wielbasis: 4600 mm
- Vermogen:
  - Max. hefvermogen kraan: 9000 kg (Nederlandse versie)
  - Max. trekkracht voorlier: 9080 kg
  - Max. trekkracht achterlier: 21.565 kg

## Opvolging
Bij de Nederlandse Koninklijke Landmacht is de Ward LaFrance vervangen door de DAF YB-616/626 en de International M62.